# Навродский, Виктор Александрович
Виктор Александрович Навродский (род. 1 октября 1986 года, Чита, Россия) — российский футболист, нападающий.

## Биография
Воспитанник читинского футбола. Выступал во втором дивизионе за местный клуб «Чита», а также за любительскую команду «ЛуТЭК-Энергия». 
В 2016 году Навродский вместе со своим партнёром Андреем Александровым и ещё одни россиянином Эрдни Манджиевым играл в Монголии за «Сэлэнгэ Пресс». Всего в местной элите форвард провёл 17 матчей, в которых забил восемь голов.

## Достижения
- Серебряный призёр Второго дивизиона в зоне «Восток»: 2012/13